# The Mint
The Mint je štiričlanska slovenska glasbena skupina iz Moravč, ki ustvarja alternativno rock glasbo. Sestavljajo jo vokalist in kitarist Rok Urbanija, kitarist Andrej Ravnikar, bas kitarist Tilen Jerman in bobnar Gašper Vavpetič.
Skupina deluje že od leta 2014. Leta 2018 so nastopili kot predskupina na koncertih skupin Japandroids in Mrfy ter izdali dva videospota.

## Člani
Trenutni člani
- Rok Urbanija — vokal, kitara
- Andrej Ravnikar — kitara
- Tilen Jerman — bas kitara
- Gašper Vavpetič — bobni

## Videospoti
| Leto | Mesec     | Naslov     | Režiser   | Album          |
| ---- | --------- | ---------- | --------- | -------------- |
| 2018 | marec     | "Polynom"  | Jan Zorič | še ni določeno |
| 2018 | september | "Crackers" | Špela Vav | še ni določeno |